# Anemochorie
Anemochorie (Grieks anemos = wind; chorous = verspreiden) is de verspreiding van sporen,  zaden of vruchten van een plant door de wind.
Van de verschillende verspreidingsvormen is dit de oudste, die reeds door de eerste landplanten gebruikt werd.

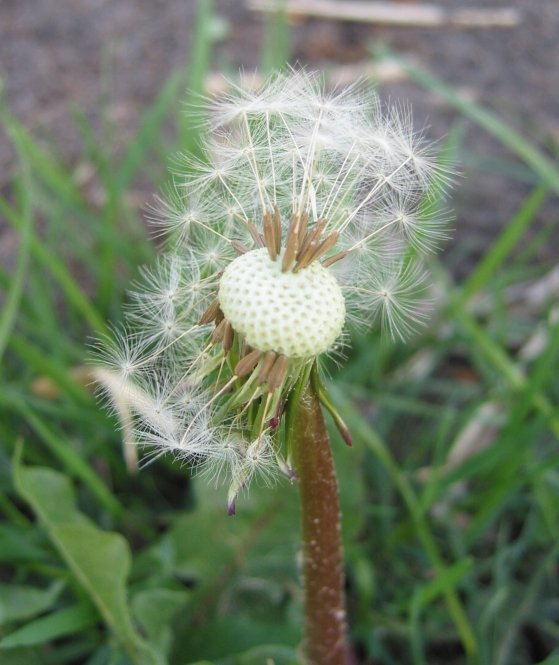
Vruchtpluis (of pappus) van de paardenbloem (Taraxacum officinale)

Hierbij zijn verspreiding op kleine of grotere afstand mogelijk, afhankelijk van vorm en gewicht van de zaden, hoogte en windsterkte. Lichte zaden worden in het algemeen verder verspreid dan zware zaden.
Voor de planten zijn er verschillende mogelijkheden de wind te benutten:
- Bij meteorochorie laat de plant haar zaden met de wind meedrijven. Zaadverspreiding kan honderden meters tot enkele kilometers zijn. Deze vorm wordt kan weer worden onderverdeeld in:
  - cystometeorochorie (blaasstructuren),
  - trichometeorochorie (met pluis),
  - granometeorochorie (zeer kleine, stoffijne zaadjes) en
  - pterometeorochorie (met gevleugelde zaden).
- Bij semachorie wordt het zaad verspreid na inwerking van krachten van buiten zoals de wind op het omhulsel. De afstand bedraagt slechts enkele meters.
Een voorbeeld is de Klaproos.
- Bij chamaechorie laat de gehele plant van bodem los en wordt zo door de wind verplaatst. De zaden vallen her en der af.
Voorbeeld: stepperoller ('tumbleweed'), planten, onder andere uit de amarantenfamilie)